# Куликов Олександр Петрович
Олекса́ндр Петро́вич Кулико́в (10 лютого 1955) — радянський хокеїст, український тренер. Головний тренер національної збірної України (2012—2013) та низки клубів Угорщини, Іспанії, Румунії й України.

## Кар'єра гравця
Вихованець єкатеринбурзької школи хокею.
Дебютував у сезоні 1972—1973 вищої ліги СРСР, граючи за свердловський «Автомобіліст». До 1980 року виступав за свердловські клуби («Автомобіліст» і СКА). 1977 року Олександр Куликов разом із командою «Автомобіліста» піднявся з другої ліги до еліти.
1980 року виступав за «Прогрес» (м. Глазов) з третьої ліги.
Протягом 1981—1988 років — гравець київського «Сокола». Із ним О. Куликов став бронзовим призером чемпіонату СРСР (сезон 1984—1985) та фіналістом кубку Шпенглера (1986 рік).
Один сезон передавав свій досвід молодим українським хокеїстам у команді ШВСМ, а в 1989 році продовжив свою кар'єру за кордоном. У цей час захищав кольори угорських команд «Лехел» та «Тиса Волан», британських клубів з Кінгстон-апон-Галла, Ренфрю і Біллінгема.

## Кар'єра тренера
Протягом 1989—1993 років був граючим тренером в угорському «Лехлі».
У сезоні 1996—1997 років Олександр Куликов уперше став головним тренером — угорського «Тиса Волан».
Як головний тренер він очолював низку європейських клубів: «Сокіл», «Беркут» (два — Київ), «Віторія-Гастейс» (Віторія Гастейс, Іспанія), «Хака» (Хака, Іспанія), «Стяуа Рейнджерс» (Бухарест), «Донбас» (Донецьк), «Білий Барс» (Біла Церква), «Донбас» (Донецьк).
Також Олександр Куликов був головним тренером і помічником тренера національної збірної України (сезони 1999—2000, 2000—2001, 2012—2013) та юніорської збірної з хокею (сезони 1998—1999, 1999—2000, 2000—2001, 2001—2002).
Протягом 2014—2016 років — старший радник у команді «Привиди Пітерборо»
У сезоні 2017—2018 років Олександр Куликов керує юніорами ХК «Донбас» (з 2014 року клуб базується в м. Дружківка).

### Визначні досягнення у тренерській діяльності

#### Клуби
Чемпіон СЄХЛ (2000, 2001), володар Кубка СЄХЛ (2001) — «Беркут».
Володар Кубка короля Іспанії (2007) — «Хака».
Володар Кубка Румунії (2009) — «Стяуа Рейнджерс».
Дворазовий чемпіон України:
- 2001 — «Беркут»
- 2011 — «Донбас»[2].

Срібний призер Чемпіонату України ПХЛ — «Білий Барс».

#### Збірні України
Досягнення головного тренера молодіжної збірної України: чемпіон світу у групі В у 1999 році — вихід до Еліти.
Досягнення головного тренера національної збірної: 10-е місце в групі А (2001). Переможець кваліфікаційного раунду зимових Олімпійських ігор 2002.